# Município de Washington (condado de Highland, Ohio)
O município de Washington (em inglês: Washington Township) é um município localizado no condado de Highland no estado estadounidense de Ohio. No ano de 2010 tinha uma população de 1.123 habitantes e uma densidade populacional de 17,74 pessoas por km².

## Geografia
O município de Washington encontra-se localizado nas coordenadas 39° 07′ 22″ N, 83° 34′ 20″ O. Segundo a Departamento do Censo dos Estados Unidos, o município tem uma superfície total de 63.31 km², da qual 63,28 km² correspondem a terra firme e (0,05 %) 0,03 km² é água.

## Demografia
Segundo o censo de 2010, tinha 1.123 habitantes residindo no município de Washington. A densidade populacional era de 17,74 hab./km². Dos 1.123 habitantes, o município de Washington estava composto pelo 98,22 % brancos, o 0,27 % eram afroamericanos, o 0,27 % eram amerindios, o 0,36 % eram asiáticos, o 0,09 % eram de outras raças e o 0,8 % eram de uma mistura de raças. Do total da população o 0,09 % eram hispanos ou latinos de qualquer raça.